# Absalón Castellanos Domínguez, Las Margaritas
Absalón Castellanos Domínguez är en ort i Mexiko.   Den ligger i kommunen Las Margaritas och delstaten Chiapas, i den sydöstra delen av landet, 800 km öster om huvudstaden Mexico City. Absalón Castellanos Domínguez ligger 1 376 meter över havet och antalet invånare är 172.
Terrängen runt Absalón Castellanos Domínguez är kuperad västerut, men österut är den bergig. Runt Absalón Castellanos Domínguez är det ganska glesbefolkat, med 30 invånare per kvadratkilometer. Närmaste större samhälle är Carmen Rusia, 6,2 km nordväst om Absalón Castellanos Domínguez. I omgivningarna runt Absalón Castellanos Domínguez växer i huvudsak städsegrön lövskog.